# سیدی مروان
سیدی مروان (به عربی: سيدي مروان) یک شهرداری در الجزایر است که در استان میله واقع شده‌است. سیدی مروان ۲۰٬۰۱۸ نفر جمعیت دارد.